# Pristimantis aaptus
Pristimantis aaptus is een kikker uit de familie Strabomantidae. De soortnaam werd voor het eerst wetenschappelijk gepubliceerd door Lynch en Lescure in 1980De soort komt voor in Loreto, in het noordoosten van Peru en in het departement Amazonas, in het zuidoosten van Colombia, tot op hoogtes van 200 meter boven het zeeniveau.